# Arroyo Seco de Abajo
Arroyo Seco de Abajo är en ort i Mexiko.   Den ligger i kommunen Tepetongo och delstaten Zacatecas, i den centrala delen av landet, 500 km nordväst om huvudstaden Mexico City. Arroyo Seco de Abajo ligger 1 968 meter över havet och antalet invånare är 161.
Terrängen runt Arroyo Seco de Abajo är platt västerut, men österut är den kuperad. Runt Arroyo Seco de Abajo är det glesbefolkat, med 16 invånare per kvadratkilometer. Närmaste större samhälle är Jerez de García Salinas, 15,9 km nordost om Arroyo Seco de Abajo. I omgivningarna runt Arroyo Seco de Abajo växer huvudsakligen savannskog.